# 滋賀県立甲南高等学校
滋賀県立甲南高等学校（しがけんりつ こうなんこうとうがっこう）は、滋賀県甲賀市甲南町寺庄に所在する公立の高等学校である。薬業を学べる数少ない高等学校の一つである。

## 設置学科
- 総合学科
  - 生物と環境 ～生命を育てる系列～
  - バイオとかがく ～薬を役立てる系列～
  - 福祉と保育 ～人間を見つめる系列～
  - 食と健康 ～食をつくる系列～

## 沿革
- 1888年10月 - 組合立寺庄高等小学校創設。
- 1915年4月 - 組合立寺庄実科高等女学校と改称。
- 1922年5月 - 組合立寺庄高等女学校と改称。
- 1944年4月 - 甲南町立甲南女子農学校と改称。
- 1945年4月 - 滋賀県立甲南女子農学校と改称。
- 1948年4月 - 滋賀県立水口中学校、滋賀県立水口高等女学校と合同し滋賀県立甲賀高等学校となる。現地には甲南校舎として、全日制農業課程を設立。
- 1952年4月 - 甲賀高等学校から分離し、滋賀県立甲南高等学校設立。
- 1973年4月 - 信楽分校が信楽工業高校として独立。
- 2007年4月 - 普通科、薬業科、農林技術科、家庭科学科を改編して総合学科を設置。敷地内に滋賀県立甲南高等養護学校を開校。県内では長浜高校以来2校目である。

## 周辺
- 甲賀市立甲南中学校
- 甲南郵便局
- 地蔵堂（六角堂）
- 旧 滋賀銀行甲南支店 - ヴォーリズ設計。1925年（大正14年）竣工。2015年（平成27年）に国の登録有形文化財（建造物）に登録されている。旧寺庄銀行本店。甲南支店としては2007年8月に他所へ移転。
- 杣川

## 交通アクセス
- JR草津線 寺庄駅下車 徒歩約2分。